# خولنجان ياباني
خُولَنجَان ياباني نوع من الخولنجان يعلو من ٤٠ إلى ٥٠ سم. جذاميره نحيلة مستطيلة. أوراقه معنقة زنادها يطول نحو ٢ سم. نصلها سناني الشكل مستعرض طوله نحو ٣٠ سم. صفحته السفلية خملية البشرة. أزهاره كبيرة القد. يزرع للتزيين.